# 海寮
海寮，原寫為海藔，是臺灣臺南市安定區的一個傳統地域名稱，位於該區西部偏南。相較於今日行政區，其範圍大致為海寮里東南半部。
本地區境內主要聚落為海藔。

## 歷史
台灣日治初期，海寮地區為一街庄，稱為「海藔庄」（舊制街庄），隸屬於西港仔堡。該庄昔日北及東與管藔庄為鄰，南邊為新吉庄，西邊及西北邊隔曾文溪與南海埔庄、西港仔庄為界。
1901年（日治明治三十四年）11月11日，全台廢縣廳改設二十廳，該庄隸屬於鹽水港廳。1904年（明治三十七年）4月1日，該庄編入「西港仔區」，隸屬於鹽水港廳。1906年（明治三十九年）4月1日，鹽水港廳內管轄區域調整，該庄仍隸屬於西港仔區。1909年（明治四十二年）10月25日，全台合併二十廳為十二廳，西港仔區改隸屬於臺南廳。1920年（大正九年）10月1日，全台地方制度大改正，廢十二廳改設五州二廳，該庄改制並雅化為「海寮」大字，隸屬於臺南州新化郡安定庄（新制街庄）。
戰後安定庄改制為安定鄉，隸屬於臺南縣，大字亦改制為村。1950年（民國39年）10月25日，雲、嘉、南分治，安定鄉仍隸屬於臺南縣。2010年（民國99年）12月25日，臺南縣、市合併為直轄臺南市，安定鄉改制為安定區，村亦改制為里。

## 聚落
本地區發展較早的聚落為海藔，在日治初期的官方地圖上已有記載。

## 交通
省道台19線又稱「中央公路」，是彰化至永康的幹道，經過本地區主聚落西側。由該道路北行可前往西港區、佳里區、學甲區、鹽水區等地；南行可前往安南區、永康區西端，並止於六甲頂地區的省道台1線轉角路口。
區道南132線是海寮至安定的道路，其西側端點（起點）位於本地區主聚落西側的省道台19線路口。

## 公務機關
- 臺南市政府警察局善化分局海寮派出所